# 42-га ракетна дивізія (РФ)
42-га ракетна Тагільська дивізія (в/ч 34103) — з'єднання в складі 31-ї ракетної армії Ракетних військ стратегічного призначення, розташоване в ЗАТО Свободний Свердловської області.

## Історія
Історія ракетної Тагільської дивізії та селища Свободний почалася у 1960 році з будівництва інженерно-технічних споруд, під'їзних шляхів та житлових приміщень для ракетників. Перший житловий будинок зведено у грудні 1961 року. Дивізія сформована 1 грудня 1960 року на базі 19-го навчального танкового полку й 18-й гаубичної артилерійської бригади. Першим командиром дивізії було призначено генерал-майора Олега Івановича Майського. 31 жовтня 1961 року перші стартові дивізіони заступили на бойове чергування, озброєні міжконтинентальними балістичними ракетами Р-16У (8К64У).
18 жовтня 1965 року Указом Президії Верховної Ради Української РСР населеному пункту військової частини 34103 надано назву — «робітниче селище Свободний», й було віднесено до категорії робітничих селищ закритого типу.
12 грудня 1999 року Указом Президента Російської Федерації дивізії присвоєно почесне найменування «Тагільська».
На підставі Федерального закону «Про загальні принципи організації місцевого самоврядування в Російській Федерації» муніципальне утворення ЗАТО селище Свободний наділене статусом міського округу.

## Командири
- З 27 серпня 1960 по 15 січня 1965 — генерал-майор Майський О. І.
- З 15 січня 1965 по 1968 — генерал-майор Вишеньков В. М.
- З 7 травня 1968 по 1974 — генерал-майор Панін Н. Т.
- З 27 листопада 1974 по 9 липня 1976 — генерал-майор Іванов В. Л.
- З 9 липня 1976 по 4 січня 1982 — генерал-майор Линовицький Є. П.
- З 1982 по 1985 — генерал-майор Крижко А. Л.
- З 1985 по 1986 — полковник Басамикін Н. І .
- З 1986 по 1994 — генерал-майор Кудрін С. П.
- З 30 грудня 1994 по 21 грудня 1996 — генерал-майор Захаров В. Л.
- З 21 грудня 1996 по 4 липня 2000 — генерал-майор Кот А. В.
- З липня 2000 по лютий 2003 — генерал-майор Пономаренко А. Г.
- З лютого 2003 по 2007 — полковник (з 23.02.2004 р — генерал-майор) Болгарський А. І.
- З грудня 2007 по червень 2010 — генерал-майор Таразевіч В. Є.
- З червня 2010 по березень 2013 — полковник Шигмарданов Ф. Н.
- З березня 2013 по квітень 2017 генерал-майор Старовойтенко Е. Ю.
- З квітня 2017 генерал-майор Ситник Ю. М.

## Озброєння
На бойове чергування дивізія заступила 31 жовтня 1961 року з ракетним комплексом Р-16У (класифікації НАТО SS-7 Saddler).
У 1978 р дивізія була переозброєна на рухливий ґрунтовий ракетний комплекс з ракетами середньої дальності РСД-10 «Піонер». Перший полк, озброєний «Піонерами», заступив на бойове чергування 3 листопада 1978 р (командир — полковник Гагулаєв В. Г.).
З 1985 року дивізія була переозброєна на новий рухомий ракетний комплекс з МБР РТ-2ПМ «Тополя» (за класифікацією НАТО: SS-25 «Sickle»).
З 2013 року розпочато переозброєння першого ракетного полку дивізії на рухливий ґрунтовий ракетний комплекс «Ярс» з ракетою РС-24.
На 2017 рік до складу дивізії входили 3 полки РС-24 (27 автономних пускових установок).

## Російська православна церква
РПЦ створила похідний храм Тагільської ракетної дивізії — Храм на честь святої Великомучениці Варвари.

## Відомі особистості, пов'язані з дивізією
Російський рок-музикант Валерій Кіпелов проходив строкову службу у цій дивізії.